# ガブリエル・タフト
ガブリエル・タフト（Gabriel Allen Tuft、1978年11月1日 - ）は、アメリカ合衆国のプロレスラー。タイラー・レックス（Tyler Reks）のリングネームでWWE・SmackDown!に所属していた。

## 経歴
2007年にUPWでデビュー。2008年にWWEとディベロップメント契約を結びFCWに送られる。
FCW所属当初は本名にちなんだゲイブ・タフトのリングネームで活動しているが、2009年からタイラー・レックスに改名している。改名後はFCWフロリダタッグチーム王座、FCWフロリダヘビー級王座を獲得するなど活躍した。
6月30日にWWEに昇格し、サーファーギミックでECWに登場。デビューから2週続けてザック・ライダーに連敗するが、7月21日のECWでポール・バーチルから初勝利を挙げる。
その後、同時に昇格したヨシ・タツとタッグを組んでウィリアム・リーガル、ポール・バーチルと短期間の抗争を組まれるがパッとせず徐々にフェードアウトしていく。
12月21日に開催されたRAWのダーク・マッチで泣き言をまくしたてるギミックのヒールに転向する。
しかし、ヒール転向後もハウス・ショー、Smackdown!のダークマッチでの登場機会が中心であり、テレビ放送から姿を消している。2010年2月にECWが放送終了となったため、Smackdown!所属になるが、FCWでの再調整が続いた。2010年10月15日の放送において久々の登場。チームRAW対チームSmackDown!での選抜を賭けた試合でビッグショーとのシングルマッチに5分間耐えきったカヴァルに選抜として相応しくないと挑発。セオドア・ロングが査定試合をするよう提案し、手負いのカヴァルからフォールを奪い、選抜を勝ち取った。

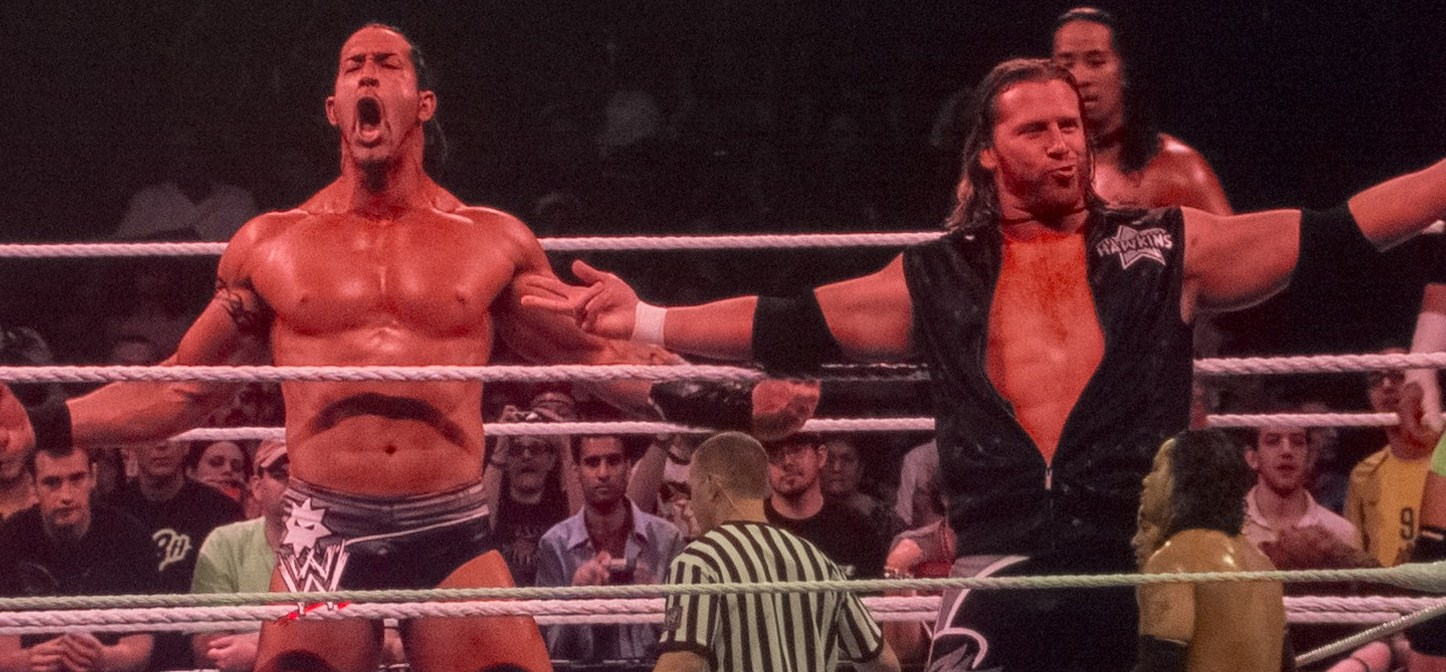
カート・ホーキンス＆タイラー・レックス

10月24日、PPVのブラッギング・ライツにチームSmackDown!の一員として登場。先発として出場し、サンティーノ・マレラからフォールを奪い、チームSmackDown!の勝利に貢献した。
2011年4月末に行われた追加ドラフトでRAWに移籍した。
RAW移籍後はしばらくの間本放送に登場できなかったが、9月8日のスーパースターズでカート・ホーキンスとのタッグで久々に本放送に登場、タイタス・オニール、パーシー・ワトソン組と対戦し勝利した（なお、この放送から髪型をサーファーギミック時代のものに戻している）。その後ホーキンスと共にNXTに参戦しオニール、ワトソン組やウーソズと抗争。その後、NXTを取り仕切っているマット・ストライカー、ウィリアム・リーガルに反発する姿勢を取り始め、ストライカーを拉致監禁するという行動に出た。そのことでリーガルの怒りを買いホーキンスとの敗者追放戦を組まれてタッグは崩壊、試合には勝利したものの自身も追放処分となった（この脚本に伴ってWWEの公式ページからもプロフィールが一時期削除されている）。しかし、ホーキンスとすぐさま和解、共にチケットを購入しNXTの会場に潜入するなど裏工作を続け、ついには当時のRAW、スマックダウンの両GMだったジョン・ロウリネイティスの支持を得ることに成功しNXTに復帰した。
ローリネイティス失脚後も、ギミック上彼の復帰を信じているとし、ローリネイティスの現役時代のコスチュームを模したタイツを着用。
2012年8月に本人の意思により契約を解除した。理由は家族との時間を優先させるためとしている。
2021年2月、性転換手術を公表。

## その他
- バーニングハンマーの使用を止めた経緯について、同じ系統の技を使用しているジョン・シナとの確執があったためと述べている。インタビューの中でレックスはあるハウスショーで技のかかり方がシナの技と同型になってしまったことでシナの不興を買ってしまい、試合後に「新しい技を考えないとな」と言われたと主張した。バーニングハンマーは首脳陣の使用許可を得た上で数ヶ月間使用し続けた技であったためレックスはこれをジョークを交えた指摘と受け取ったものの、別の試合でもバーニングハンマーを使用したところロッカールームでシナに他のメンバーの目の前で手ひどい扱いを受け、時間を置いて謝罪をしても受け入れられなかったため退団まで一切シナと話すことがなくなったと語っている[3]。

## 得意技
- キルジョイ

相手をカナディアン・バックブリーカーで持ち上げた後、横須賀カッターのように回転させると同時に自身も180度左に旋回してDDTのように落とす技。2012年1月17日放送のNXTでトレント・バレッタ相手にフィニッシャーとして使用した。
- バーニングハンマー（リバース・デスバレードライバー）

キルジョイの前のフィニッシャー。
- スプリングボード式ドロップキック
- ビッグ・カフナ

スプリングボード式ムーンサルトである。
- フラットライナー

コーナーポスト際で仕掛けて、ポストの最下段に相手の頭を強打させる形で繰り出すこともある。

## 獲得タイトル
- FCWフロリダヘビー級王座 : 1回
- FCWフロリダタッグチーム王座 : 1回　（w / ジョニー・カーティス）

## 入場曲
- Gasoline Upcharge
- Hang Ten
- One Two Three (Underscore Version)
- Tyrannosaurus（One Two Threeのリミックス）
- In The Middle Of It Now（ホーキンスとタッグを組む際に使用することがある）